# Császári nyílt parancs
A császári nyílt parancs vagy császári pátens (németül kaiserliches Patent) a Habsburg birodalom abszolutista uralkodói által kibocsátott törvény volt. Hatálya vagy az egész birodalomra, vagy pedig egyes koronaországokra terjedt ki. A császári nyílt parancs mindig annak az uralkodónak a nevével és címével kezdődött, aki elrendelte megalkotását. Aláírói „legfelsőbb rendeletre” hivatkozva az uralkodó minisztertanácsának irodaigazgatói voltak. 
A császári nyílt parancsot a császári rendelettől nem tartalmi, hanem formai jegyek különböztették meg.

## A császári nyílt parancsok lelőhelyei
- Allgemeines Reichs-Gesetz und Regierungsblatt für das Kaiserthurm Österreich. http://alex.onb.ac.at.
- Reichs-Gesetzblatt für das Kaiserthurm Österreich. http://alex.onb.ac.at.
- Gyűjteménye a Magyarország számára kibocsátott legfelsőbb manifestumok- és szózatoknak, valamint a cs. kir. hadsereg főparancsnokai által Magyarországban kiadott hirdetményeknek.
- Országos törvény- és kormánylap
- Valamint megtalálhatóak a hírlapok hivatalos hirdetményeket közlő rovataiban is.